# Ветеран
Ветера́н (лат. veteranus — від «vetus» — старий) — професійний вояк, який відслужив визначений термін в армії.

## Історичні аспекти
Після завершення служби у Римі ветерани зазвичай отримували громадянство (ті, які його не мали), землю та/або грошову винагороду. При цьому за республіканських часів заохочення не було автоматичним, а щоразу вимагало окремого закону, який ухвалювався народними зборами за ініціативи полководця, під керівництвом якого ці ветерани воювали.

## В Україні

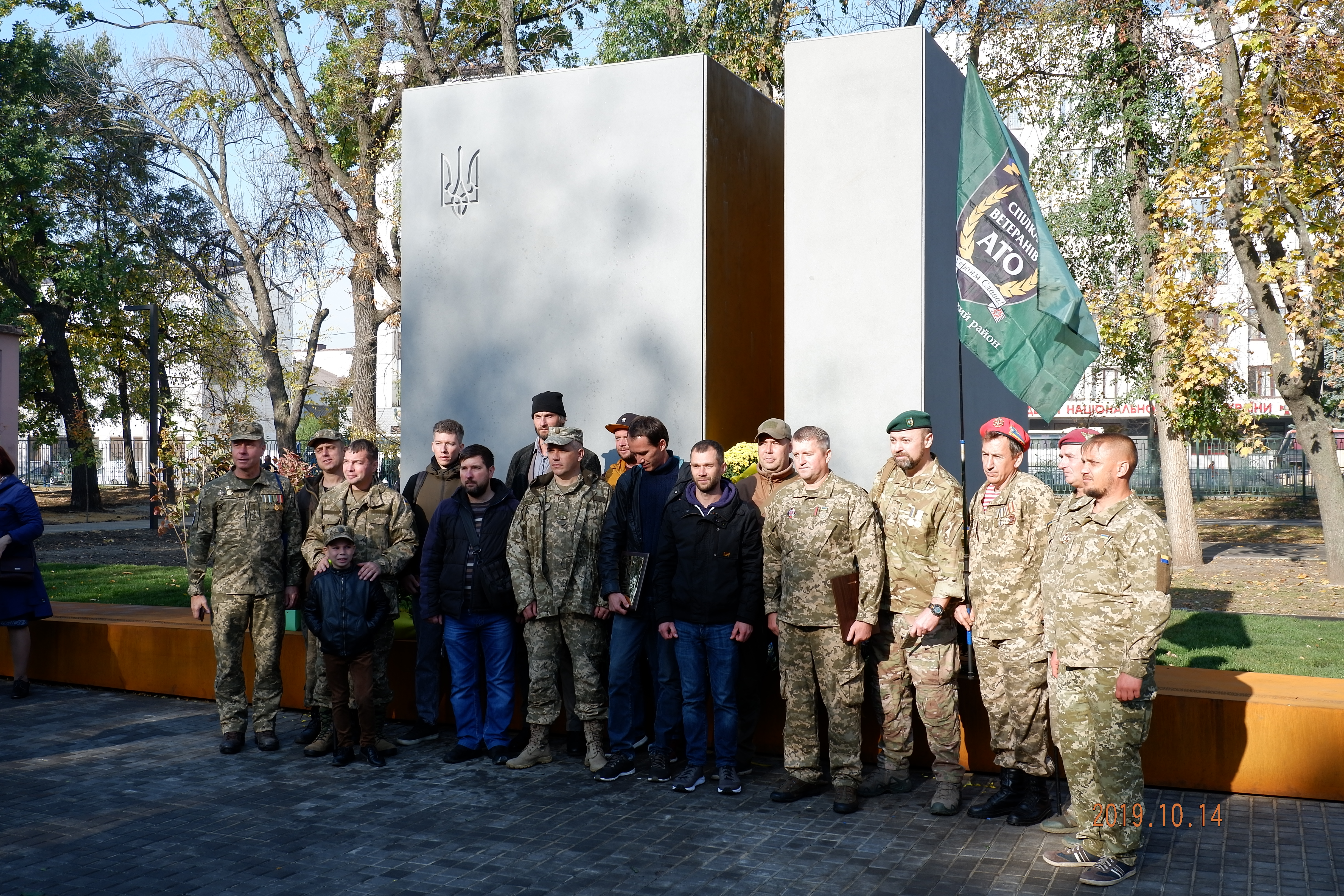
Ветерани АТО на відкритті меморіалу захисникам України в Харкові 2019 рік

Нагрудний знак «Ветеран війни» вручається особам, що мають статус ветерана війни згідно із Законом України «Про статус ветеранів війни, гарантії їх соціального захисту», а саме учасникам бойових дій, інвалідам війни, учасникам війни.
Нагрудний знак «Ветеран війни» виготовляється чотирьох видів відповідно до категорій ветеранів, встановлених Законом:
«Ветеран війни — учасник бойових дій»;
«Ветеран війни — інвалід»;
«Ветеран війни — учасник війни»;
«Ветеран війни — особливі заслуги»

## Вплив військової служби на здоров'я
Військова служба і участь у бойових діях можуть мати глибокі і тривалі наслідки. Деяким ветеранам важко знову пристосуватися до нормального життя.
Серед причин можна виділити фізичні, психологічні та соціальні аспекти.
Адаптацією та психологічною реабілітацією ветеранів займаються багато державних та приватних установ, зокрема Державна служба України у справах ветеранів.
Проблема адаптації ветеранів до нормального життя часто піднімається у культурі і мистецтві. Один з найвідоміших прикладів - фільм Таксист.